# Corbin Building
El Corbin Building (también conocido como 13 John Street y 192 Broadway) es un edificio histórico de oficinas en la esquina noreste de John Street y Broadway en el distrito financiero de Manhattan en Nueva York. Fue construido entre 1888 y 1889 como un desarrollo especulativo y fue diseñado por Francis H. Kimball en el estilo neorrománico con detalles neogóticos franceses. El edificio recibió su nombre de Austin Corbin, presidente de Long Island Rail Road, quien también fundó varios bancos.
El Corbin Building tiene un exterior policromado de ladrillo, piedra rojiza y terracota con arcos redondeados con detalles de terracota, mientras que sus techos abovedados interiores emplean un sistema de baldosas Guastavino. Estructuralmente, precedió al uso de esqueletos de acero para rascacielos, utilizando vigas de hierro fundido y muros de mampostería que soportaban cargas. El Corbin Building se encuentra en un lote trapezoidal estrecho con 49 m de fachada en John Street y 6,1 m en Broadway. El Corbin Building era significativamente más alto que otros en el momento de su construcción.
El Corbin Building se erigió como una empresa especulativa para su uso como espacio de oficinas o vivienda. El edificio fue rehabilitado por la Autoridad Metropolitana de Transporte (MTA) como parte de su proyecto Fulton Center, que comprendía mejoras a la estación contigua de Fulton Street del Metro de Nueva York. El edificio fue agregado al Registro Nacional de Lugares Históricos (NRHP) el 18 de diciembre de 2003 y designado como Monumento Histórico de la Ciudad de Nueva York el 23 de junio de 2015. El Corbin Building también es una propiedad que contribuye al distrito histórico de Fulton-Nassau, un distrito de NRHP creado en 2005.

## Sitio
El Corbin Building se encuentra en el distrito financiero de Manhattan, en la esquina noreste de Broadway y John Street. El 195 Broadway está hacia el noroeste y la estaciòn Fulton Center al norte. El lote tiene una forma trapezoidal irregular y mide 6,1 m en Broadway hacia el oeste, 50 m en John Street hacia el sur, 49 m al este, y 161 m al norte.

## Diseño
Francis H. Kimball diseñó el Corbin Building. La mayor parte del edificio tiene ocho pisos de altura, pero hay dos torres de un solo piso con techos piramidales en los extremos este y oeste.
El Corbin Building se considera un edificio "de transición" en la historia de los primeros rascacielos: se desarrolló después de la introducción del ascensor, pero antes de que se construyeran los rascacielos con esqueleto estructural. Hay vigas horizontales de hierro forjado y columnas de hierro fundido en la estructura interna, aunque el edificio también estaba sostenido por ladrillo, hormigón, terracota y teja, que también sirvió para ignifugar la estructura. La estructura interna estaba apoyada sobre muros de mampostería que eran portantes. El Corbin Building utilizó una "construcción de jaula" en la que la estructura de acero sostenía los pisos, pero no las paredes exteriores. Se utilizó teja de Guastavino en los techos, el techo y los pisos para proporcionar una protección adicional contra incendios, y el Corbin Building fue supuestamente la primera estructura de la ciudad en usar dicha tecnología. También utilizó terracota arquitectónica suministrada por New York Architectural Terra-Cotta Company.
El Corbin Building mide 41 m altura. Debido a que la estructura interna no estaba completamente hecha de acero, era raro que los rascacielos de la década de 1880 superaran los diez pisos. Por eso el Corbin Building era significativamente más alto que otros en el momento de su construcción. Se informó erróneamente que era el edificio comercial más alto de Nueva York, pues tanto el New York Tribune como el Western Union Building de 1873 lo superaban con 79 y 70 m de altura respectivamente. El escritor de arquitectura Robert A. M. Stern declaró que "los edificios de relleno más pequeños", como el Corbin Building, habían tendido "a experimentar con nuevas formas y composiciones inusuales" desde 1880.

### Fachada
La fachada del edificio contiene un tramo en Broadway y ocho en John Street. Las fachadas están divididas horizontalmente en la planta baja, dos secciones medias de tres plantas cada una y un ático. Los tres pisos más bajos en ambos lados están hechos de piedra rojiza Long Meadow, mientras que los pisos superiores están revestidos con ladrillos claros rodeados de adornos de terracota de color marrón rojizo. En ambas fachadas visibles, hay marcapianos sobre los primeros cuatro pisos, así como sobre el séptimo piso. Una cornisa de terracota que se asemeja a una arcada corre sobre el octavo piso, mientras que una cornisa de terracota más pequeña corre sobre el noveno piso. Las decoraciones del Corbin Building se asemejan a las que se usan en otras estructuras cercanas como el Potter Building y The Beekman Hotel & Residences.
Se utiliza un patrón de fenestración idéntico en la fachada de Broadway y en cualquiera de las tramos más exteriores de John Street, conocidas colectivamente como las tramos finales. Estas tramos forman las fachadas de los "pabellones finales", las únicas partes del edificio que tienen nueve pisos de altura. La planta baja de la fachada de Broadway y el tramo más occidental de John Street tiene arcos de piedra sostenidos por pilares de piedra, mientras que en el tramo más oriental de John Street, la planta baja tiene una entrada de servicio. La cornisa sobre el primer piso de los tramos de los extremos está sostenida por soportes y funciona como el alféizar de la ventana del segundo piso. Los pisos segundo a cuarto de las tramos finales se encuentran dentro de arcos redondos de tres pisos. Los pisos quinto y sexto de las tramos de los extremos consisten en un par de arcos dobles con enjutas y enjutas de terracota ornamentados. El quinto piso tiene cuatro ventanas de guillotina en cada tramo, mientras que el sexto piso tiene cuatro ventanas de guillotina debajo de una barra del travesaño con dos ventanas arqueadas. El séptimo piso de cada tramo final está compuesto por dos pares de ventanas arqueadas de una sola altura en cada tramo, con bordes de terracota. En cada tramo final, el octavo piso tiene tres ventanas de arco segmentado con cuatro pilastras de terracota, mientras que el noveno piso tiene cinco arcos de medio punto estrechos, dos de los cuales están rellenos de ladrillo.

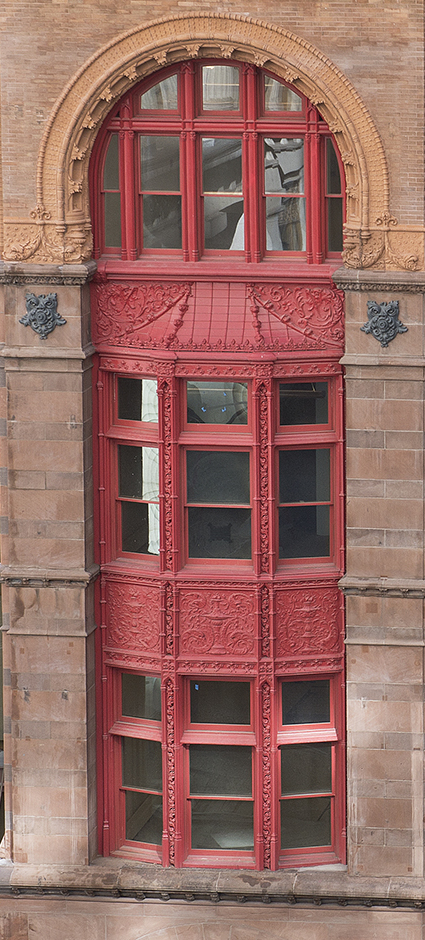
Arco de triple altura

Los seis tramos centrales en John Street también usan un patrón de fenestración idéntico entre sí. A nivel del suelo, la entrada principal al edificio se encuentra en el segundo tramo desde el este, y está empotrada dentro de un arco de medio punto decorativo. El interior del arco contiene detalles ornamentales, mientras que el exterior está sostenido por pesados pilares de piedra y está rematado por una clave, una moldura gótica y una pequeña arcada ciega de cuatro pares de arcos. Los otras tramos contienen un recinto de acero y vidrio con puertas que conducen al interior a un conjunto de escaleras mecánicas, que a su vez se conectan con el Fulton Center. Del segundo al cuarto piso, los seis tramos centrales contienen 2, 3, 3, 3, 3 y 2 ventanas por piso de oeste a este. Las ventanas del segundo y tercer piso son rectangulares, con alféizares que se proyectan desde las ventanas del tercer piso, mientras que las ventanas del cuarto piso están arqueadas con bordes de terracota. Los pisos quinto a séptimo de los tramos centrales contienen arcos redondos de tres pisos. En el octavo piso, cada uno de los tramos centrales tiene tres ventanas de arco segmentado con pilastras de terracota, similares a las de los tramos finales.
Las ventanas en los arcos de triple altura (del segundo al cuarto piso en los tramos finales y del quinto al séptimo piso en los tramos centrales) tienen marcos de hierro fundido con elementos decorativos foliados góticos. Cada piso de los arcos triples está separado por enjutas decorativas. Los dos pisos inferiores de cada arco triple contienen una cuadrícula de tres paneles por tres paneles en cada piso. Los montantes verticales decorativos separan los cristales en cada tramo, que están ligeramente inclinados hacia afuera, mientras que los travesaños horizontales no están decorados. El piso superior de cada arco triple tiene cinco paneles de ventana: dos debajo de los lados del arco de triple altura y tres debajo del centro con travesaños horizontales.

### Interior

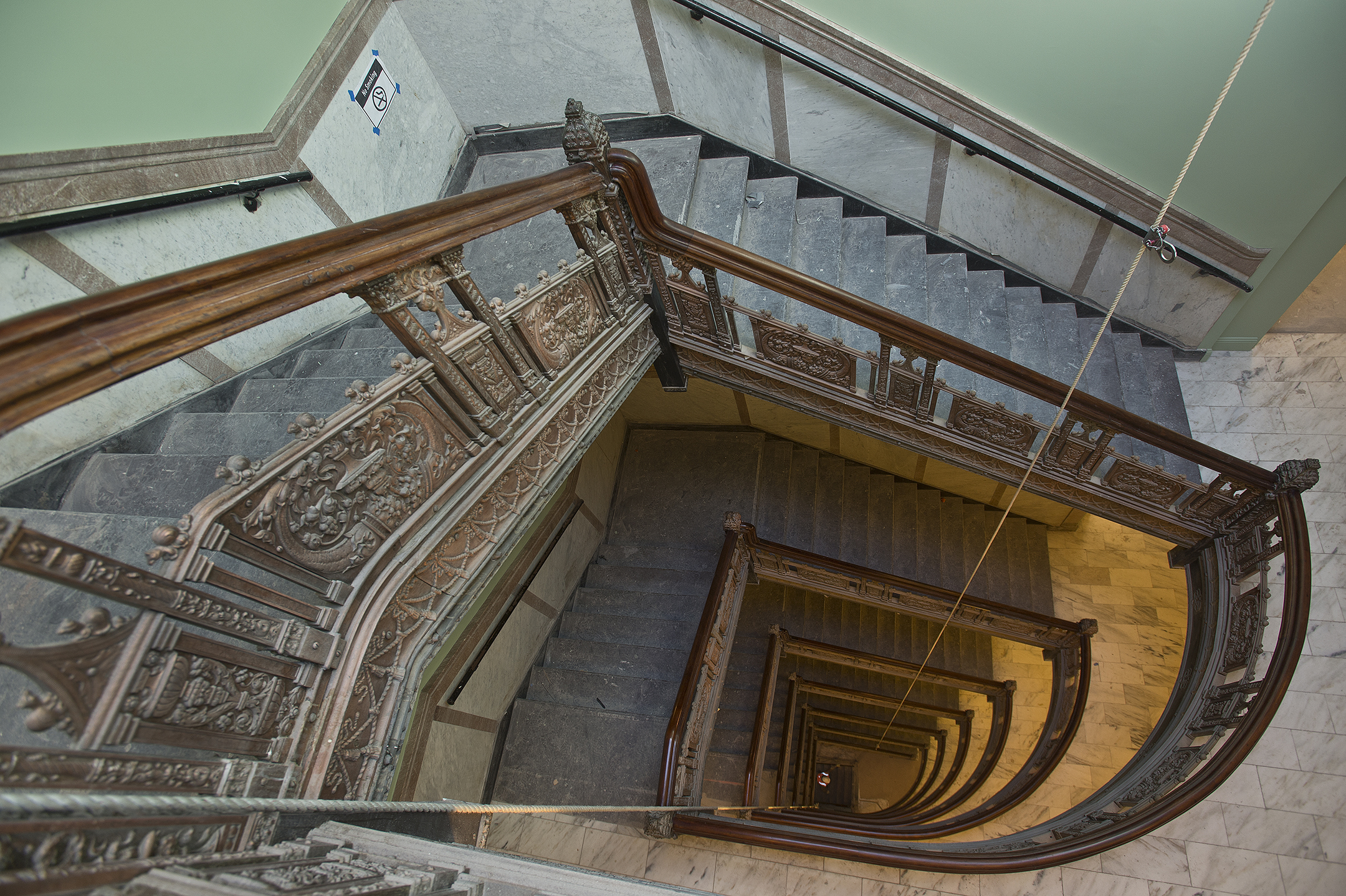
Escalera interior

El espacio interior es relativamente estrecho en comparación con otros edificios del distrito financiero, con 14 m de ancho en su punto más ancho. Había un patio de luces dentro del Corbin Building que iluminaba del segundo al octavo piso, y tiene una gran escalera abierta con pasamanos de madera, metal, así como paneles de barandilla y postes de esquina. Un grupo de ascensores está cerca de la escalera. La planta baja se utilizaba como banco. Las vigas se unieron a columnas de metal entre el techo del primer piso y el techo del edificio, formando el patio de luces.
Desde su renovación de principios del siglo XXI, la planta baja ha contenido espacio comercial y escaleras mecánicas a la estación subterránea de Fulton Street, con una entrada directa a la plataforma de la parte alta de la estación Lexington Avenue Line. Contiene 2900 m² de oficinas comerciales.
Se ha construido una estructura intersticial entre el Corbin Building y el Fulton Center con un elevador de carga y dos elevadores de pasajeros. La adición hace que el Corbin Building cumpla con las regulaciones de construcción modernas y brinda soporte adicional al Corbin Building. Sin embargo, el edificio intersticial se considera parte del edificio principal del Fulton Center al norte.

## Historia
El sitio del Corbin Building fue propiedad de la Collegiate Reformed Protestant Dutch Church hasta el siglo XIX, aunque los registros no muestran cuándo la iglesia adquirió el sitio. El sitio puede haber sido parte de un legado de 1724 a la iglesia por parte del terrateniente John Haberdinck. El lote fue arrendado en 1869 a North American Fire Insurance Company, que abandonó el sitio tres años después. Austin Corbin, presidente de Long Island Rail Road, adquirió el sitio en 1881, cuando había cuatro edificios en el sitio. En 1886, firmó un contrato de arrendamiento de 21 años con la iglesia en el que debía pagar 18 000 dólares en alquiler anual. Los registros de propiedad muestran que, como parte del acuerdo, Corbin no construiría una iglesia, escuela, hospital, edificio de caridad, teatro, museo, casa de juego, local de licor o "un edificio para usos nocivos" en lo que se convertiría en el sitio del Corbin Building.

### Construcción y uso temprano

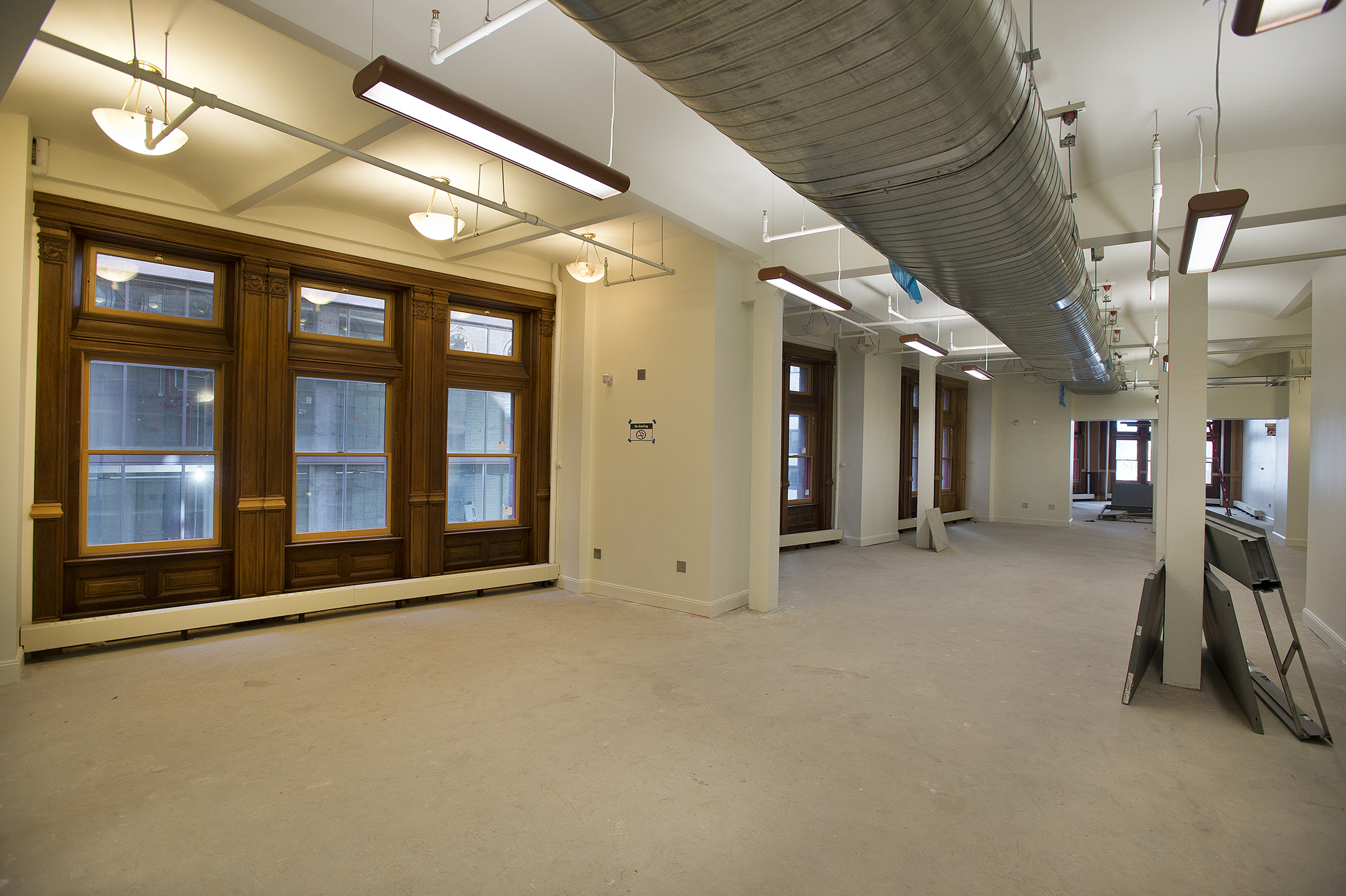
Interior durante la restauración de 2013

Corbin deseaba diseñar un edificio en la propiedad, que albergaría su empresa bancaria, con espacio adicional para alquilar. Stephen Decatur Hatch figuraba como el diseñador original, pero no se sabe que tenga ninguna conexión con el diseño final. Francis H. Kimball fue en última instancia responsable del diseño final. El diseño de Kimball para el Corbin Building fue influenciado por su experiencia previa en el uso de elementos decorativos de terracota, como en el Casino Theatre. Concebido como un desarrollo especulativo, el Corbin Building se erigió en 11 meses entre 1888 y 1889.
La Corbin Banking Company arrendó un espacio en el edificio hasta que se declaró en quiebra en 1907. La Corbin Building Company vendió posteriormente el edificio en 1908 al Chatham National Bank de Nueva York ; en ese momento, la tierra todavía estaba en manos de la Iglesia Reformada Holandesa. Chatham National fue un arrendatario a largo plazo del espacio de la planta baja. La Corbin Building Company aparentemente se convirtió en una subsidiaria de Chatham National, y en 1925, la Schulte Cigar Stores Company compró el edificio y el terreno en arrendamiento de Corbin Building Company. En 1937, el joyero Herman A. Groen arrendó el espacio de la esquina a la Iglesia Reformada Holandesa.

### Renovación

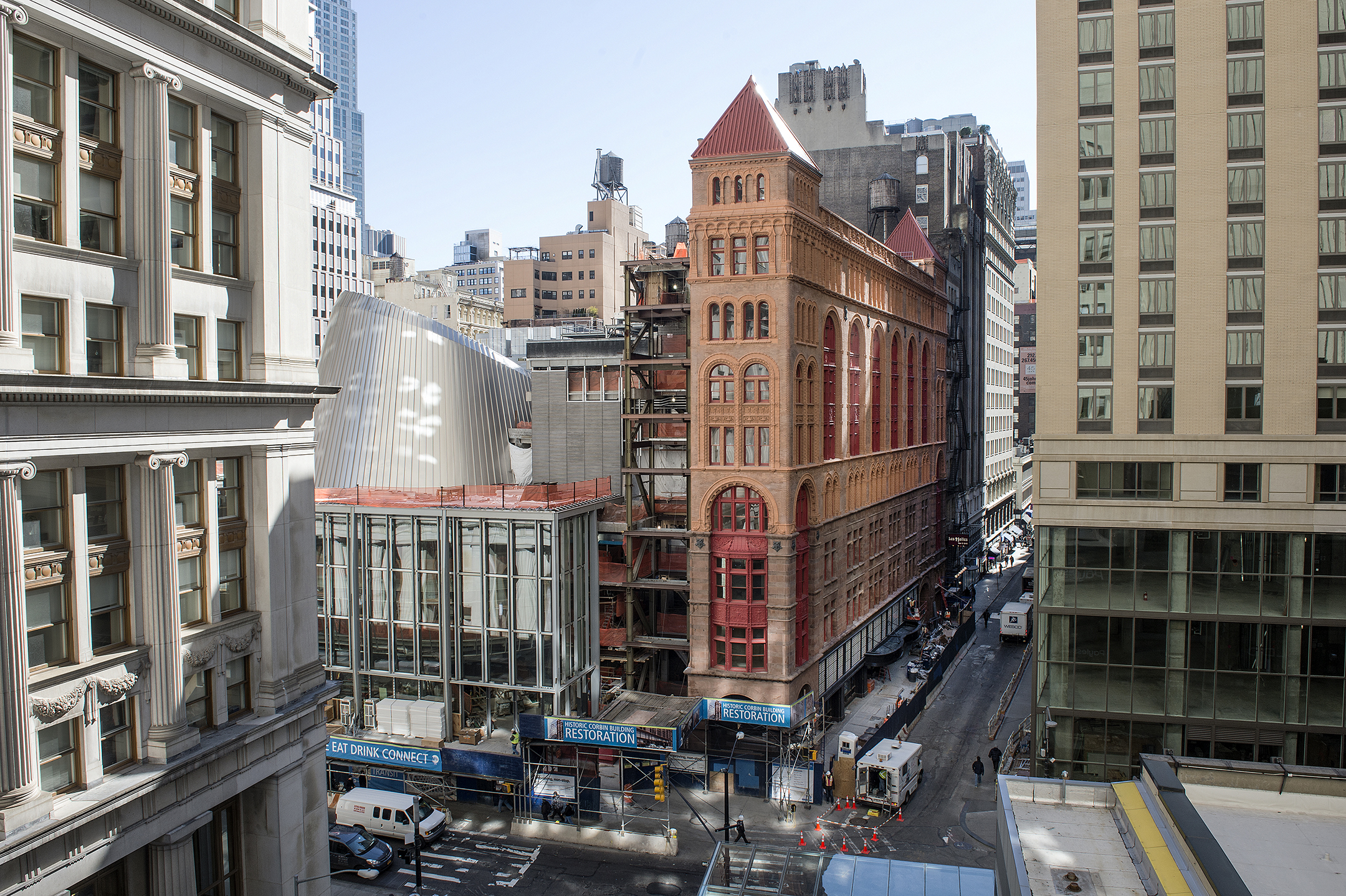
El edificio durante su renovación

Después de que varias piezas de la infraestructura de tránsito en el Bajo Manhattan fueron destruidas o gravemente dañadas durante los ataques del 11 de septiembre de 2001, los funcionarios del gobierno propusieron un pago de 7000 millones de dólares de rediseño de tránsito en el vecindario, uno de los cuales fue el Fulton Center. Después de que se anunció el proyecto del Centro Fulton, el Fondo Mundial de Monumentos incluyó al Corbin Building como uno de los 100 sitios históricos más amenazados a nivel mundial y uno de los 300 sitios históricos del Bajo Manhattan. La Autoridad de Transporte Metropolitano (MTA), que estaba desarrollando el Centro Fulton, consideró varias opciones como demolerlo, dejarlo como estabsa o integrarlo en el Centro Fulton. En su informe, la MTA declaró que tenía un significado histórico. Otros edificios, como la ubicación contigua de Childs Restaurants y el Girard Building en Broadway, fueron demolidos. El Corbin Building fue agregado al Registro Nacional de Lugares Históricos (NRHP) en 2003. El mismo año, se limpiaron y renovaron las tramos de los extremos y la entrada principal. En 2005 fue designado como propiedad contribuyente al distrito histórico de Fulton-Nassau, un distrito de NRHP.
El edificio fue rehabilitado como parte del proyecto Fulton Center, con Judlau Contracting como contratistas principales, Page Ayres Cowley Architects como subconsultores y Arup Group como diseñador. El proyecto costó 59 millones de dólares. Los niveles del suelo y el sótano del edificio se incorporaron al Fulton Center, que sirve como entrada a la estación de metro Calle Fulton/Broadway–Calle Nassau. Durante la construcción, el Corbin Building fue apuntalado por mini-pilotes que se colocaron manualmente debido a la pequeña área del lote. Se utilizaron sensores y otros dispositivos para garantizar su seguridad. El trabajo de la fundación descubrió un pozo revestido de piedra, que contenía artefactos que datan de finales del siglo XIX y principios del XX, como periódicos de 1889, una factura de una empresa de joyería y cuentas escritas a mano de las operaciones bursátiles. El edificio en su conjunto está integrado en el proyecto Fulton Center, con escaleras mecánicas en John Street.
El Corbin Building reabrió sus puertas en diciembre de 2012, y el espacio comercial volvió a la planta baja. En 2015 fue designado un hito de la ciudad por la Comisión de Preservación de Monumentos de la Ciudad de Nueva York. El espacio de coworking WeWork alquiló un área el Corbin Building en 2016.

## Recepción de la crítica
El Real Estate Record and Guide describió el Corbin Building en 1898 como "otro ejemplo de profusa decoración de superficies" de Kimball, además de su anterior edificio Our Savior New York. La misma punlicación dijo que las superficies, "junto con el color de la terracota, produce efectos a la vez agradables y variados, y casi inalcanzables con cualquier otro material". Otro crítico dijo que el edificio fue "en muchos puntos muy exitoso, y en todos los puntos extremadamente interesante ", aunque desaprobó la división de la fachada en dos secciones horizontales, en lugar de en tres de esas secciones. El crítico de arquitectura Montgomery Schuyler también vio negativamente la división de Kimball de dividir  la fachada del Corbin Building en dos secciones. Sin embargo, Schuyler dijo que el contraste entre la base de piedra rojiza y los pisos superiores de ladrillo y terracota ayudó a unir las dos secciones, y también elogió que el pabellón de Broadway "trabaje de manera natural y efectiva en una torre".
Los críticos modernos también han elogiado el Corbin Building. Los escritores de arquitectura Sarah Landau y Carl Condit escribieron en 1996 que el edificio exhibía "detalles finos y proporciones de losas". David W. Dunlap de The New York Times escribió en 2003 que "el Corbin Building parece un acueducto romano con adornos del Renacimiento francés, arcos sobre arcos sobre arcos". Dunlap declaró en ese momento que la mayoría de los pisos superiores estaban intactos, mientras que la planta baja había sido revisada significativamente. Después de la demolición de otras estructuras cercanas a principios del siglo XX, la quinta edición de la Guía AIA de Nueva York (2010) llamó al Corbin Building "un fin de libro delgado en la esquina, sin libros para sostener". El libro describió los arcos del piso superior como "afirmando una fuerte identidad por encima de un rincón comercial de mal gusto".